# 茲拉塔爾湖
43°30′31″N 19°50′19″E / 43.50861°N 19.83861°E

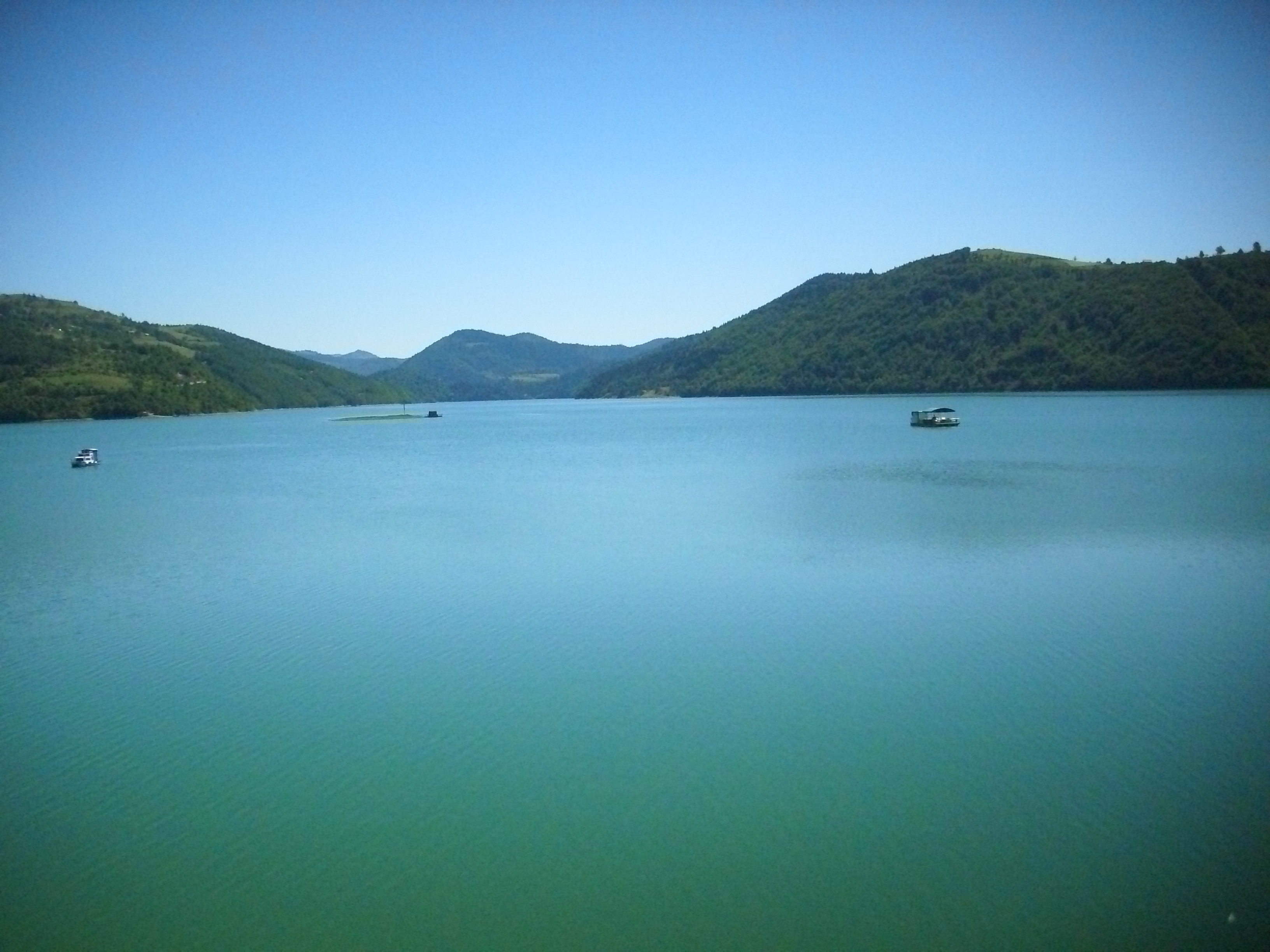

茲拉塔爾湖是塞爾維亞的人工湖泊，位於該國西南部，距離新瓦羅什15公里，始建於1962年，長21公里，面積7.25平方公里，海拔高度880米，最大水深75米，蓄水量2.5億立方米。